# Base aérienne d'Aalborg
La Base aérienne d'Aalborg, située à Vadum, près de la ville d'Aalborg dont elle porte le nom, est l'une des bases de la Force aérienne royale danoise.

## Histoire
La base aérienne d'Aalborg a été créée en même temps que l'aéroport d'Aalborg en 1938, pour assurer le premier vol intérieur danois entre Aalborg et Copenhague. La base aérienne a été créée à la suite de la pression exercée par la cimenterie d'Aalborg Portland, les autorités locales hésitant à investir dans les infrastructures de trafic aérien.
Lorsque l'Allemagne envahit le Danemark, le 9 avril 1940, la Luftwaffe lance l'une des premières opérations aériennes de l'histoire, au cours de laquelle des parachutistes s'emparent de l'aéroport. Il était considéré comme un élément crucial pour le transport des troupes et du matériel de l'Allemagne vers la Norvège, car il servait de base de ravitaillement pour les avions de transport de la Luftwaffe, en particulier les Junkers Ju 52/3m pendant la campagne.
Une bataille aérienne a eu lieu au-dessus de l'aéroport le 13 août 1940, lorsqu'un escadron de bombardiers Bristol Blenheim de la Royal Air Force a attaqué les avions allemands qui y étaient basés. Les onze avions attaquants ont été abattus par les tirs anti-aériens allemands ou par des chasseurs Messerschmitt Bf 109.
La Luftwaffe a considérablement agrandi l'aéroport, qu'elle a appelé Fliegerhorst Aalborg West, de 140 à 2 750 hectares. Après la guerre, un camp d'internement pour les réfugiés allemands de la Baltique a été installé sur le site.
Lorsque la Royal Air Force est arrivée à l'aéroport en 1945, la plupart des équipements militaires, dont 270 avions, et aéroportuaires sont détruits,. La base aérienne actuelle est établie en 1952 au nord de l'aéroport civil.